# Szonizaur
Szonizaur (Shonisaurus) – wymarły rodzaj późnotriasowych ichtiozaurów. Należały do niego największe znane morskie gady, mogące osiągać długość powyżej 20 m (ale patrz niżej). Nazwa rodzaju pochodzi od gór Shoshone Mountains, w których znaleziono pierwsze okazy.
Szonizaury miały ciało przypominające wieloryba z długimi płetwami, węższymi niż u innych ichtiozaurów. Ich długi, spiczasty pysk był uzębiony tylko w przedniej części i to prawdopodobnie tylko u młodych osobników. Te charakterystyczne cechy, niespotykane u późniejszych gatunków sugerują, że szonizaury reprezentują boczną linię ewolucji ichtiozaurów.

## Gatunki

Porównanie wielkości dwóch gatunków szonizaura z człowiekiem

### Shonisaurus popularis
Pierwsze skamieniałe kości Shonisaurus popularis znaleziono już około 1869 w pobliżu górniczego miasteczka o nazwie Berlin w Nevadzie. W latach 20. XX wieku rozpoczęto badania. Na zboczu góry, pośrodku pustyni, na wysokości ponad dwóch tysięcy metrów, odkryto grupę co najmniej 37 dorosłych ichtiozaurów. Prawdopodobnie tak duże zgrupowanie ichtiozaurów to stado, które osiadło na mieliźnie podobnie jak zdarza się to współczesnym waleniom lub zostało odcięte od pełnego morza w płytkiej zatoce i zginęły w przeciągu dłuższego czasu.
Shonisaurus popularis osiągał długość ponad 15 metrów i 40 ton masy ciała, co czyniło go największym znanym gatunkiem ichtiozaura, do czasu odkrycia w 1991 Shonisaurus sikanniensis o długości 21 m.
W 1966 zabezpieczono miejsce znaleziska i obecnie można obejrzeć kilka zachowanych szkieletów w utworzonym tam Berlin-Ichthyosaur State Park. Shonisaurus popularis dostał w 1984 tytuł skamieniałości stanu Nevada.

### Shonisaurus sikanniensis
Odkryty w Kanadzie w 1991 r. Shonisaurus sikanniensis jest największym znanym morskim gadem, osiągającym 23 metry długości, oraz największym znanym zwierzęciem mięsożernym. Osiągał on większe rozmiary od pokrewnego Shonisaurus popularis, już pierwszy odkryty okaz miał 21 metrów długości. Prawdopodobnie polował na mniejsze od siebie kręgowce, lub jak współczesne kaszaloty mógł żywić się olbrzymimi głowonogami. Jego czaszka była bardzo masywna (odkryta ważyła półtorej tony). Oczodoły ponad metrowej szerokości wskazują, że miał on największe oczy ze wszystkich znanych zwierząt.
Szkielet przedstawiciela tego gatunku odkryto w 1991 w Kolumbii Brytyjskiej. Skamieniałość sprzed 220 milionów lat odkryła kanadyjsko-amerykańska paleontolog Elizabeth Nicholls pracująca dla Royal Tyrrell Museum w prowincji Alberta w Kanadzie. Odnalazła ją na odizolowanym obszarze przy brzegu rzeki Sikanni Chief River.
Przynależność tego gatunku do rodzaju Shonisaurus została zakwestionowana przez Sandera i współpracowników (2011). Z przeprowadzonej przez tych autorów analizy kladystycznej wynika bowiem bliższe pokrewieństwo S. sikanniensis z Shastasaurus pacificus niż z Shonisaurus popularis; w związku z tym autorzy przenieśli S. sikanniensis do rodzaju Shastasaurus. Natomiast analiza przeprowadzona przez Ji i współpracowników (2013) potwierdziła bliższe pokrewieństwo S. sikanniensis z Shonisaurus popularis niż z Shastasaurus pacificus; w związku z tym autorzy pozostawili gatunek S. sikanniensis w rodzaju Shonisaurus.